# 吉田康弘 (映画監督)
吉田 康弘（よしだ やすひろ、1979年〈昭和54年〉7月5日 - ）は、日本の映画監督、脚本家である。大阪府出身。

## 経歴
同志社香里高等学校、同志社大学工学部卒業。高校時代から文化祭で自主制作映画を発表。吉本興業系の映像専門学校、なんばクリエイターファクトリー（NCF）で井筒和幸ゼミ第一期生として在学し、井筒作品の現場で鍛えられる。「ゲロッパ!」で初めて監督アシスタントを経験。助監督としてステップアップを重ね、2007年には「キトキト!」で監督デビューを果たす。若くして母を亡くしており、デビュー作にはその体験が反映されている。

## 自主制作映画
- 祭りのあと（インディーズムービー・フェスティバル入選）

## 監督作品
映画
- キトキト!（2007年、脚本兼任）
- 旅立ちの島唄〜十五の春〜（2013年、脚本兼任）
- 江ノ島プリズム（2013年、脚本兼任）
- クジラのいた夏（2014年、脚本兼任）
- バースデーカード（2016年、脚本兼任）[3]
- かぞくいろ RAILWAYS わたしたちの出発（2018年、脚本兼任）

テレビドラマ
- 埋もれる（2014年）
- びったれ!!!（2015年）
- プラージュ（2017年、脚本兼任）

## 主な助監督作品
- ゲロッパ!（2003年、井筒和幸監督）
- 村の写真集（2004年、三原光尋監督）
- 赤い月（2004年、テレビ東京）※テレビドラマ
- パッチギ!（2005年、井筒和幸監督）
- 雨の町（2005年、田中誠監督）
- 嫌われ松子の一生（2006年、中島哲也監督）
- フラガール（2006年、李相日監督）※演出部応援
- パッチギ! LOVE&PEACE（2007年、井筒和幸監督）※演出部応援
- 罪火（2014年、テレビ東京）※テレビドラマ

## 脚本作品
- ヒーローショー（2010、井筒和幸監督）
- 黄金を抱いて翔べ（2012、井筒和幸監督）
- 私が黄金を追う理由〜映画「黄金を抱いて翔べ」スペシャルドラマ〜（2012年、BeeTV）※携帯配信ドラマ
- コウノドリ（第2シリーズ）（2017年10月 - 12月、TBS）※テレビドラマ
- インハンド（2019年4月 - 6月、TBS）※テレビドラマ
- キワドい2人-K2-池袋署刑事課 神崎・黒木（2020年9月 - 10月、TBS）※テレビドラマ
- ダブルチート 偽りの警官（WOWOW）※テレビドラマ
  - Season1（2024年4月 - 6月）
  - Season2（2024年6月 - 8月）
- おもかげ（2023年3月27日、NHK BS4K）※テレビドラマ
- 龍が如く〜Beyond the Game〜（2024年、Amazon）※配信ドラマ